# Димитрије Тјапкин
Димитрије Тјапкин (Пећ, 1926 — Београд, 4. јул 2016) био је професор и декан Електротехничког факултета у Београду. Истакао се радовима из теорије електротехничких материјала.

## Биографија
Димитрије Тјапкин је завршио гимназију у Пећи 1945. године, а дипломирао је на Електротехничком факултету Универзитета у Београду 1950. године, где је касније и докторирао. На Електротехничком факултету је од 1950. године радио као асистент, а за редовног професора изабран је 1971. На овом факултету је учествовао у оснивању смера за Физичку електронику 1955. године, касније Одсек за техничку физику. Декан Електротехничког факултета Универзитета у Београду је био од 1975. до 1977. године.
Др Димитрије Тјапкин је био члан југословенског друштва ЕТАН (данас ЕТРАН — Друштво за електронику, телекомуникације, рачунарство, аутоматику и нуклеарну технику) од оснивања 1953. године, а почасни члан од 1999. На факултетима у Београду и Нишу је увео дипломску и постдипломску наставу из области физичке електронике, посебно полупроводника, технологије елекротехничких материјала и елемената електронских уређаја. Његова група за полупроводнике при Електротехничком факултету у Београду, основана 1955, је развила прве диоде и транзисторе у Југославији, касније произвођене у Електронској индустрији у Нишу. Професор Димитрије Тјапкин је био члан и Института за физику у Београду од оснивања 1961. године, посебно Групе за физику чврстог стања.

## Признања
Професор др Димитрије Тјапкин је добитник многих награда и признања, међу којима се истичу:
- Седмојулска награда 1963.
- Орден рада са црвеном заставом 1983.
- Октобарска награда града Београда 1991.
- Велика повеља ЕТРАН-а 2006.